# Héctor Fértoli
Héctor Hugo Fértoli (El Trébol, 3 de diciembre de 1994) es un futbolista argentino. Juega de volante en el Club Atlético Tigre de la Primera División de Argentina.

## Trayectoria

### Newell's
haciendo las inferiores en Huracán de Los Quirquinchos, se va de joven a Trebolense de la ciudad de El Trébol a terminar de hacer sus inferiores y luego emigrar a Newell's .
Hizo su debut profesional en febrero de 2014 contra Rosario Central, antes de marcar su primer gol dos apariciones más tarde en una victoria por 1-0 sobre Huracán.

### San Lorenzo
En enero de 2019, Fértoli completó su traslado a San Lorenzo. Club en el cual tuvo un breve paso y jugó un total de 16 partidos.

### Racing Club
Llega como parte del pago de Alejandro Donatti. Su primer gol lo marcaría frente a Estudiantes de La Plata. Sería uno de los goleadores del equipo en la goleada 6-1 de Racing a Godoy Cruz Antonio Tomba. El primer doblete en el club lo marcaría frente a su exequipo Newell's Old Boys en la victoria 3 a 1 de Racing en la última fecha de la Copa Diego Armando Maradona 2020 por la "Fase Complementación".

## Estadísticas

### Clubes
Actualizado de acuerdo al último partido jugado el 2 de agosto de 2025.
| Club                              | Div.          | Temporada     | Liga  | Liga  | Liga   | Copas nacionales | Copas nacionales | Copas nacionales | Torneos internacionales | Torneos internacionales | Torneos internacionales | Total | Total | Total  |
| Club                              | Div.          | Temporada     | Part. | Goles | Asist. | Part.            | Goles            | Asist.           | Part.                   | Goles                   | Asist.                  | Part. | Goles | Asist. |
| --------------------------------- | ------------- | ------------- | ----- | ----- | ------ | ---------------- | ---------------- | ---------------- | ----------------------- | ----------------------- | ----------------------- | ----- | ----- | ------ |
| C. A. Newell's Old Boys Argentina | 1.ª           | 2016          | 8     | 1     | 0      | 1                | 1                | 0                | —                       | —                       | —                       | 9     | 1     | 0      |
| C. A. Newell's Old Boys Argentina | 1.ª           | 2016-17       | 11    | 3     | 0      | 2                | 0                | 0                | —                       | —                       | —                       | 13    | 3     | 0      |
| C. A. Newell's Old Boys Argentina | 1.ª           | 2017-18       | 25    | 3     | 3      | 2                | 0                | 0                | 2                       | 0                       | 2                       | 29    | 3     | 5      |
| C. A. Newell's Old Boys Argentina | 1.ª           | 2018-19       | 15    | 4     | 1      | 3                | 1                | 0                | —                       | —                       | —                       | 18    | 5     | 1      |
| C. A. Newell's Old Boys Argentina | Total club    | Total club    | 59    | 11    | 4      | 8                | 2                | 0                | 2                       | 0                       | 2                       | 69    | 13    | 6      |
| C. A. San Lorenzo Argentina       | 1.ª           | 2018-19       | 10    | 0     | 0      | 2                | 0                | 0                | 3                       | 0                       | 0                       | 15    | 0     | 0      |
| C. A. San Lorenzo Argentina       | 1.ª           | 2019-20       | 2     | 0     | 1      | —                | —                | —                | 2                       | 0                       | 0                       | 4     | 0     | 1      |
| C. A. San Lorenzo Argentina       | Total club    | Total club    | 12    | 0     | 1      | 2                | 0                | 0                | 5                       | 0                       | 0                       | 19    | 0     | 1      |
| Racing Club Argentina             | 1.ª           | 2019-20       | 4     | 1     | 0      | 1                | 0                | 0                | 1                       | 0                       | 0                       | 6     | 1     | 0      |
| Racing Club Argentina             | 1.ª           | 2020-21       | —     | —     | —      | 6                | 3                | 0                | 8                       | 2                       | 1                       | 14    | 5     | 1      |
| Racing Club Argentina             | 1.ª           | 2021          | —     | —     | —      | 4                | 1                | 0                | 2                       | 0                       | 0                       | 6     | 1     | 0      |
| Racing Club Argentina             | 1.ª           | 2023          | 6     | 0     | 0      | —                | —                | —                | 1                       | 0                       | 0                       | 7     | 0     | 0      |
| Racing Club Argentina             | Total club    | Total club    | 10    | 1     | 0      | 11               | 4                | 0                | 12                      | 2                       | 1                       | 33    | 7     | 1      |
| Talleres de Córdoba Argentina     | 1.ª           | 2021          | 19    | 2     | 4      | 4                | 0                | 1                | —                       | —                       | —                       | 23    | 2     | 5      |
| Talleres de Córdoba Argentina     | 1.ª           | 2022          | 12    | 0     | 1      | 16               | 0                | 2                | 8                       | 2                       | 1                       | 36    | 2     | 4      |
| Talleres de Córdoba Argentina     | Total club    | Total club    | 31    | 2     | 5      | 20               | 0                | 3                | 8                       | 2                       | 1                       | 59    | 4     | 9      |
| C. A. Huracán Argentina           | 1.ª           | 2023          | —     | —     | —      | 15               | 1                | 4                | —                       | —                       | —                       | 15    | 1     | 4      |
| C. A. Huracán Argentina           | 1.ª           | 2024          | 24    | 4     | 0      | 19               | 0                | 1                | —                       | —                       | —                       | 43    | 4     | 1      |
| C. A. Huracán Argentina           | Total club    | Total club    | 24    | 4     | 0      | 34               | 1                | 5                | 0                       | 0                       | 0                       | 58    | 5     | 5      |
| C. A. Tigre Argentina             | 1.ª           | 2025          | 14    | 1     | 0      | 3                | 1                | 1                | —                       | —                       | —                       | 17    | 2     | 1      |
| C. A. Tigre Argentina             | Total club    | Total club    | 14    | 1     | 0      | 3                | 1                | 1                | 0                       | 0                       | 0                       | 17    | 2     | 1      |
| Total carrera                     | Total carrera | Total carrera | 150   | 19    | 10     | 78               | 8                | 9                | 27                      | 4                       | 4                       | 255   | 31    | 23     |
| 1. 2. 3.                          |               |               |       |       |        |                  |                  |                  |                         |                         |                         |       |       |        |

## Palmarés
| Título                  | Club        | País      | Año  |
| ----------------------- | ----------- | --------- | ---- |
| Supercopa Internacional | Racing Club | Argentina | 2023 |